# Aliabad-e Harati
Aliabad-e Harati (perski: علي ابادهراتي) – wieś w środkowym Iranie, w ostanie Kerman. W 2006 roku miejscowość liczyła 196 mieszkańców w 49 rodzinach.